# Manuel D. Pizarro
Manuel Demetrio Pizarro, llamado simplemente Manuel Pizarro, alias "el menor de los Plinio" —según Domingo Sarmiento— (Córdoba, 9 de abril de 1841 - Córdoba, 16 de octubre de 1909), abogado, escritor, periodista, docente y político argentino, perteneciente al Partido Autonomista Nacional, fue ministro de Servando Bayo en Santa Fe, diputado provincial, profesor de Derecho Civil en la Facultad de Jurisprudencia, Senador Nacional, ministro de la Nación durante el período de Roca y gobernador de la provincia de Córdoba. Se le atribuye la famosa frase pronunciada a raíz de las consecuencias que ocasionó la Revolución del Parque en Argentina: 

"La revolución está vencida, pero el gobierno está muerto".

## Orígenes y formación
Nacido de Manuel Esteban Pizarro —jefe de la revolución cordobesa del 27 de abril de 1852— y de María Mercedes Leaniz Haedo, creció en el seno de una familia fervientemente católica, fue menor de nueve hijos, el quinto varón. Conocida la noticia de la derrota de Juan Manuel de Rosas su madre instó a su marido y a todos sus hijos a que tomaran las armas contra el gobernador rosista de Córdoba; Manuel Demetrio participó de la revolución teniendo tan solo once años. Ese mismo año comenzó sus estudios en la Universidad de San Carlos, hoy conocida como Universidad Nacional de Córdoba. En 1861 se opuso al presidente Derqui y apoyó a Mariano Fragueiro. Al poco tiempo Derqui ocupó militarmente la ciudad de córdoba y, según era común en esa época, hizo desterrar a San Luis a todos los opositores. Al poco tiempo Pizarro retornó a su ciudad para recibir los títulos de Maestro de Artes (Magíster) y Bachiller.

## Inicios en la vida pública
Si bien permaneció dentro del Partido Autonomista ligado a Justiniano Posse, también favoreció a las fuerzas de la Confederación Argentina contra los federales rosistas. Tras la sangrienta batalla de Las Playas, en la que se fusiló a varios centenares de prisioneros federales rendidos, Pizarro instaló un hospital provisional en su casa para atender a los heridos y publicó una crónica de los hechos en el diario El Eco de Córdoba.
En 1864 obtuvo el título de doctor de la Universidad de Buenos Aires con una tesis titulada Intervenciones Federales, siendo padrino de la tesis el doctor Nicolás Avellaneda que luego llegaría a presidente de la nación. En 1867 se fue a vivir a Santa Fe y el 12 de septiembre del siguiente año contrajo matrimonio con María Eustolia de Iriondo y Candioti, hija de una prestigiosa familia santafesina y hermana de Simón, gobernador y caudillo de la provincia. Tuvo la cátedra de Derecho Civil del colegio de la Inmaculada Concepción.
Fue diputado provincial en Santa Fe, y en 1872 fue miembro de la Convención Constituyente. Presidió el Tribunal Superior de Justicia y luego el ministerio de Gobierno e Instrucción Pública bajo la gobernación de Servando Bayo. Durante su participación política en Santa Fe propuso fundar el banco provincial y aprobar una ley de colonización. El 22 de julio de 1878 fue designado senador representando a Santa Fe ante el congreso, por lo cual se trasladó a la ciudad de Buenos Aires.

## Su paso por la política nacional
En 1880 cuando se debatía qué ciudad habría de transformarse en la capital definitiva, Pizarro fue el mayor impulsor de Buenos Aires y de su federalización. Más tarde otro autonomista, el presidente Julio Argentino Roca, lo llamaría "el mejor campeón de la nacionalidad". Cuando Roca asumió la presidencia lo designó ministro de Justicia, Culto, e Instrucción Pública.
Con esa investidura instaló nuevos tribunales de justicia para la ciudad de Buenos Aires, proyectó un nuevo ordenamiento para las Universidades de Córdoba y de Buenos Aires, reunió un Congreso Pedagógico, y puso en marcha las Escuelas de Artes y Oficios para formar operarios capacitados («preciso será reconocer que este deber social asume proyecciones mayores cuando se trata de las clases obreras e industriales, las más desvalidas y menesterosas»). El 28 de enero de 1881, para inspeccionar y mejorar la educación primaria en las provincias, creó el consejo Nacional de Educación, nombrando superintendente a Sarmiento. En septiembre convenció a Roca para que le escribiera a León XIII proponiendo un concordato entre la Santa Sede y la República Argentina. La respuesta favorable del papa originó una grave polémica con los laicistas Sarmiento y Dardo Rocha, por lo que renunció. Sarmiento, que era líder de la masonería argentina, usó toda su influencia para frustrar el acuerdo y designar ministro en lugar de Pizarro a Eduardo Wilde.
Tras su alejamiento del ministerio, Pizarro tuvo un breve paso por la Corte Suprema de Justicia y luego volvió al congreso representando a Santa Fe primero como diputado y más tarde como senador. Desde el Congreso rechazó la Ley de Bancos Garantidos, la intervención federal al Tucumán y las reformas en el matrimonio propuestas por el liberalismo; por el contrario, favoreció las concepciones tradicionales, hispánicas y católicas, junto a otras voces públicas como José Manuel Estrada, Pedro Goyena, Tristán Achával Rodríguez, Miguel Navarro Viola y otros.
Durante la Revolución del Parque permaneció neutral, y fue quien acuñó la conocida frase "la revolución está vencida, pero el gobierno está muerto". En efecto, los revolucionarios habían perdido, pero el presidente Juárez Celman se vio obligado a renunciar. La frase de Pizarro fue descrita por Gaspar Ferrer: proclama el triunfo de los principios morales sobre la fuerza misma que dominó la insurrección.

## Gobernador de Córdoba
Manuel Pizarro asumió el 17 de mayo de 1892 la conducción de los destinos de la provincia de Córdoba avalado por una respetable acción parlamentaria.
Durante su mandato debió sortear los duros sucesos del proceso judicial iniciado al ingeniero Carlos Cassaffousth y a Juan Bialet Massé por supuestos vicios en la construcción del dique San Roque, la falta de capacidad económica para atender las obligaciones del Estado referidas a los empréstitos y diversos intentos revolucionarios.
Un hecho destacable fue la inauguración del ferrocarril de Trocha Angosta entre Córdoba y Cruz del Eje, realizado por la compañía de Otto Bemberg, y que recorría en dirección norte-sur todo el valle de Punilla.
Su actitud de no pleno acatamiento a las directivas del Partido Autonomista Nacional le incentivó a la organización del Partido Constitucional. Un severo entredicho entre las autoridades provinciales y nacionales se produjo cuando el gobernador Pizarro designó a Juan Antonio Álvarez al frente del Registro Cívico Nacional, lo que fue impugnado en Buenos Aires.
En noviembre de 1893, el doctor Manuel Pizarro tomó la drástica decisión de renunciar. Por diferentes causas, Pizarro era el tercer gobernador consecutivo del grupo liberal que no podía cumplimentar su mandato, al igual que Ambrosio Olmos y Marcos N. Juárez. 
Tras la renuncia, Pizarro se retiró a la vida intelectual y no volvió a la política. Escribió, entre otras cosas, sobre el error de someter los conflictos limítrofes con Chile al arbitraje de la Corona británica y sobre la necesidad de unir a los pueblos hispánicos en una sola nación. Murió en Unquillo, provincia de Córdoba el 15 de octubre de 1909 y fue enterrado en el templo de San Francisco.